# 楽天オークション
楽天オークション（らくてんオークション）は、かつて楽天オークション株式会社が楽天市場で提供していたインターネットオークションサービスの名称。通称は楽オク。
「楽天市場に出店しているショップ」による楽天スーパーオークションは楽天株式会社の運営であるが、本項では同じものとして扱う。また本項において「楽天」とは、楽天オークション株式会社の事を言う。

## 概要
日本国内では、ヤフオク!に次ぐ規模のインターネットオークションサービスであった。

## 楽天オークション株式会社
楽天株式会社が、インターネットオークション事業を分割して設立した専門会社。楽天市場で、個人向けの楽天オークションを運営。楽天市場の登録ショップでもあり、楽天スーパーオークションに出品した事がある。自社ウェブページ等を持たず、楽天ウェブページのニュースリリース、楽天市場の出品者情報にわずかな情報だけがあった。

### 沿革
- 1999年9月 - 楽天市場に楽天フリマを開設。
- 2001年8月 - 18億2000万円で株式会社ビズシークを子会社化し、同社の運営するEasySeekと相互リンクを張る等、楽天フリマの活性化を図る。
- 2002年1月 - EasySeekの営業権を16億円で取得（ビズシークは休眠）。
- 2005年
  - 4月 - EasySeekのサービスを楽天フリマに完全統合。
  - 10月11日 - この日開催の取締役会において、新設する楽天オークション株式会社に対してインターネットオークション運営事業の営業を継承させる新設分割を行うことを決議した（翌12日に公告）。
  - 11月13日 - 楽天オークションを開始。
  - 12月16日 - NTTドコモに対する第三者割当増資を実施。株式比率、楽天株式会社60%、NTTドコモ40%。資本金16億5,000万円。
- 2006年7月6日 - 郵政公社と提携し、匿名ゆうパックサービスを発表。
- 2007年10月17日 - ヤマト運輸と提携し、クロネコヤマトや提携コンビニでも利用が可能に。
- 2008年
  - 3月25日 - 楽天スーパーポイントでの支払いが可能に。
  - 8月1日 - 「匿名配送」と「通常配送」の2種類が選べる様に改善された。
  - 8月26日 - 同梱発送と支払方法拡大。
- 2015年9月 - 本社を世田谷区玉川（二子玉川）の二子玉川ライズの二子玉川ライズにある新社屋「楽天クリムゾンハウス」に移転[注 1]。
- 2016年
  - 9月1日 - 新規出品を停止。
  - 10月31日 - サービス終了。
- 2017年8月 - 楽天オークション株式会社の法人格消滅。

## 楽天あんしん決済サービス
楽天オークション独自のエスクローサービスの名称。出品者・落札者とも、楽天の提供するシステムを介して支払い・商品の受け渡しを行った。

## その他
- 2008年8月29日に経済産業省における電子商取引及び情報財取引等に関する準則改定案についてのパブリックコメント結果の概要が発表され、モール運営者が責任を負い得る具体的事例の明確化について引き続き検討されることとなった[5]。
- 当時、楽天社員として企画の立ち上げに関わった山田進太郎は退職後にフリマアプリのメルカリを立ち上げている。